# Kamakura-shogunaat
Het Kamakura-shogunaat (Japans: 鎌倉幕府, Kamakura bakufu) was een militaire dictatuur geleid door de shoguns, die van 1185 (hoewel het pas in 1192 officieel werd erkend) tot 1333 de feitelijke macht in Japan in handen had in plaats van de keizer. Deze periode wordt tegenwoordig de Kamakuraperiode genoemd. Het shogunaat had zijn hoofdkwartier in Kamakura.
Toch was het shogunaat niet de gehele periode aan de macht. Vanaf 1203 was de ware macht grotendeels in handen van de familie van de vrouw van de eerste shogun; de Hojoclan. Zij voerden de titel shikken (regent).

## Geschiedenis

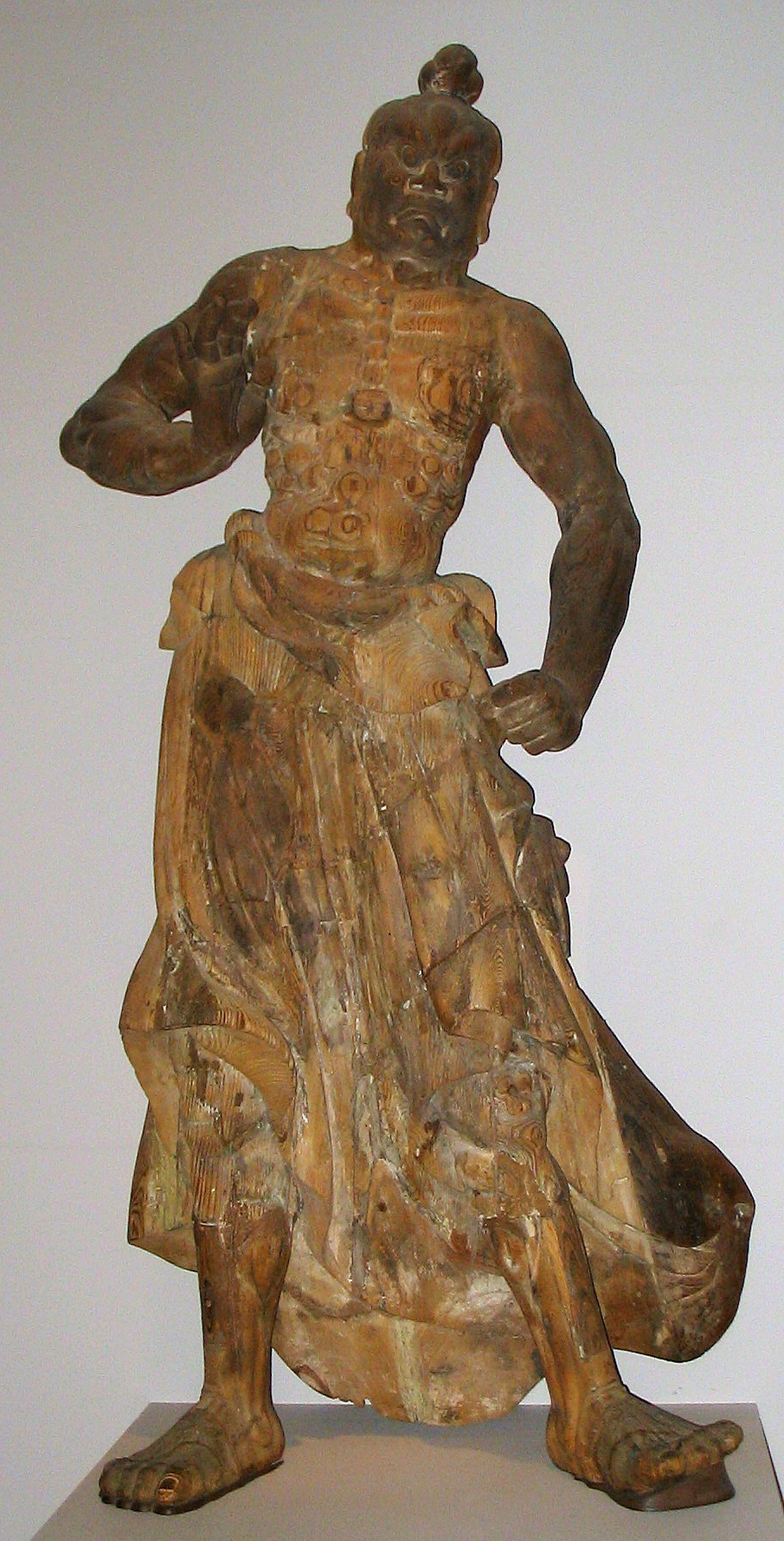
Dit houten Kongorikishistandbeeld werd gemaakt tijdens de regeerperiode van het Kamakura-shogunaat. Oorspronkelijk stond het bij de poort naar Ebara-dera, een tempel in Sakai.

Voor de oprichting van het shogunaat hadden de keizers en hun regenten de macht in Japan in handen. Deze regenten waren vrijwel altijd leden van de keizerlijke familie of adellijke families die nauwe banden hadden met het hof. Militaire zaken werden ook door het keizerlijk hof afgehandeld, hoewel het hof eigenlijk een burgerlijke overheid was.
Nadat Minamoto no Yoritomo de Tairaclan had verslagen in de Genpei-oorlog, wist hij in 1185 de macht deels over te nemen van de aristocratie. In 1192 kreeg hij de titel Shogun (militaire leider) van de keizer. Hij keerde terug naar zijn thuisstad, Kamakura, en richtte daar een nieuwe, militaire overheid op. Hij noemde zijn overheid een bakufu (幕府, tentoverheid), maar vanwege zijn titel van Shogun kwam zijn overheid al snel bekend te staan als een shogunaat. Onder zijn bewind converseerde het shogunaat grote stukken land in centraal en West-Japan. Het regime van het shogunaat was niet nationaal, maar verspreidde zich uiteindelijk wel over een groot gebied. Het keizerlijk hof bleef gewoon bestaan en het bestuur uitoefenen over de rest van het land, maar had steeds minder te zeggen in het gebied dat onder controle stond van het shogunaat.
Na Yoritomo’s dood claimde de vader van zijn weduwe, Hojo Tokimasa, de titel van regent voor Yoritomo’s zoon, Minamoto no Yoriie. Deze titel werd vast onderdeel van de Hojoclan, zodat deze van generatie op generatie kon worden overgeërfd. In 1219 stierf de derde shogun, Sanetomo, waarmee zijn moeder, Hojo Masako, de centrale machtspositie van het shogunaat verkreeg. Omdat de Hojofamilie zelf niet de rang had om iemand uit de eigen familie tot nieuwe shogun te laten benoemen, moest Masako op zoek gaan naar een geschikte marionette. Ze koos Kujo Yoritsune, een ver familielid van de Minamoto. Hij werd de vierde shogun, en de eerste shogun die slechts een ceremoniële functie had terwijl de Hojo achter de schermen de touwtjes in handen had. Zodoende werd de Minamotofamilie, die de titel van Shogun bezat, slechts een marionet van de Hojofamilie, welke de macht van het shogunaat overnam zoals het shogunaat de macht van de keizer had overgenomen. Ondanks deze machtsovername bleek het shogunaat stabiel genoeg om 135 jaar lang over Japan te blijven heersen. In totaal waren er 9 shoguns en 16 regenten aan de macht in deze periode.
In 1221 ondernam keizer Go-Toba een poging om het shogunaat omver te werpen en de macht weer terug te krijgen. Dit leidde tot de Jokyu-oorlog (承久の乱, Jōkyū no Ran). De machtsgreep mislukte en het shogunaat bleef bestaan.
De macht van het shogunaat raakte in verval na de Mongoolse invasies van Japan, die weliswaar werden afgeslagen maar het land economisch wel uitputte. Bovendien ontstond na de oorlog onenigheid tussen de samoerai. In 1324 smeedde keizer Go-Daigo plannen om het shogunaat omver te werpen, maar deze werden vroegtijdig ontdekt. In 1331 (het begin van de Genko-oorlog) nam Go-Daigo de wapens op tegen het shogunaat, maar werd verslagen door Kamakura's Ashikaga Takauji en verbannen naar het eiland Oki. De keizer kreeg echter hulp van een krijgsheer. Als reactie hierop stuurde het shogunaat een leger onder aanvoering van Ashikaga Takauji om Kioto, de keizerlijke hoofdstad, aan te vallen. Ashikaga keerde zich echter tegen het shogunaat en besloot de keizer te helpen. Rond dezelfde tijd opende Nitta Yoshisada, een andere krijgsheer die loyaal was aan de keizer, de aanval op Kamakura. Hij slaagde erin de stad te veroveren. Ongeveer 870 Hojo-samoerai en de laatste drie regenten pleegden na deze nederlaag seppuku in de familietempel. Daarmee kwam officieel een einde aan de periode van het shogunaat.

## Lijst van shoguns

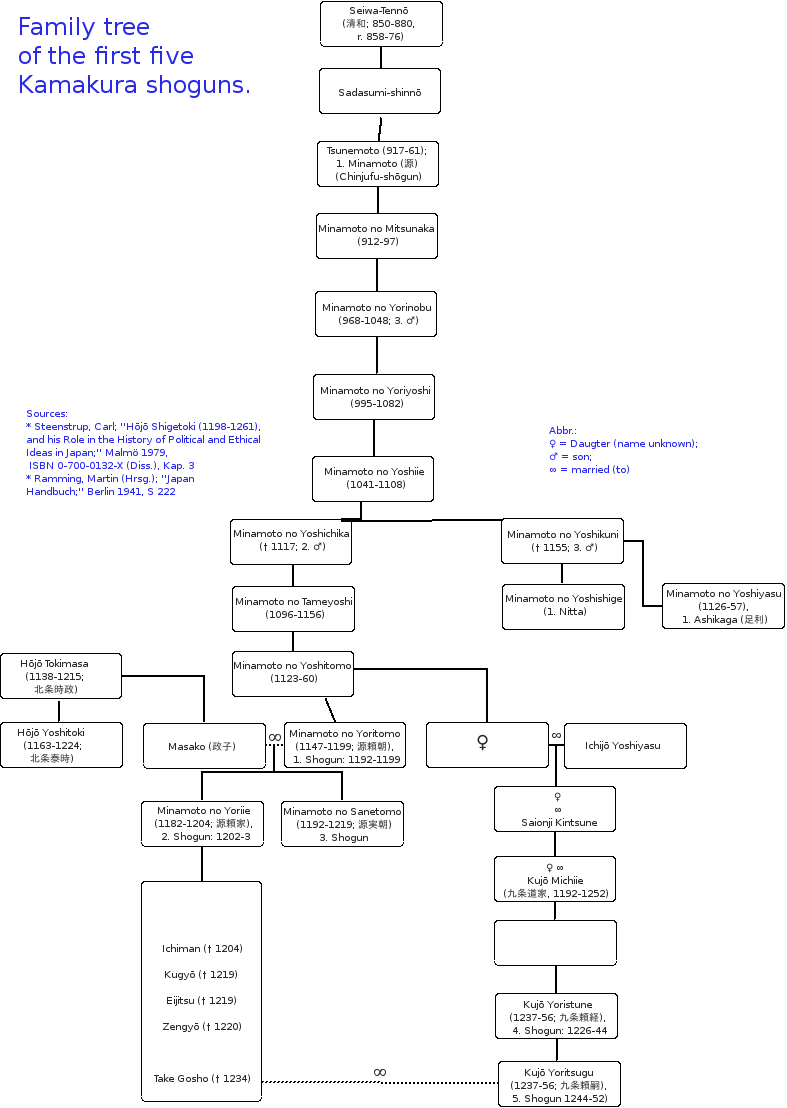
Genealogie van de eerste vijf shoguns.

- 1. Minamoto no Yoritomo, r. 1192-1199
- 2. Minamoto no Yoriie, r. 1202-1203
- 3. Minamoto no Sanetomo, r. 1203-1219
- 4. Kujo Yoritsune, r. 1226-1244
- 5. Kujo Yoritsugu, r. 1244-1252
- 6. Munetaka, r. 1252-1266
- 7. Koreyasu, r. 1266-1289
- 8. Hisaaki, r. 1289-1308
- 9. Morikuni, r. 1308-1333

## Feitelijke machthebbers
Shogunperiode:
- 1. Minamoto no Yoritomo, r. 1192-1199
- 2. Minamoto no Yoriie, r. 1202-1203
- 3. Minamoto no Sanetomo, r. 1203-1219

Shikkenperiode:
- 1. Hojo Tokimasa, r. 1203-1205
- 2. Hojo Yoshitoki, r. 1205-1224
- 3. Hojo Yasutoki, r. 1224-1242
- 4. Hojo Tsunetoki, r. 1242-1246
- 5. Hojo Tokiyori, r. 1246-1256
- 6. Hojo Nagatoki, r. 1256-1264
- 7. Hojo Masamura, r. 1264-1268
- 8. Hojo Tokimune, r. 1268-1284
- 9. Hojo Sadatoki, r. 1284-1301
- 10. Hojo Morotoki, r. 1301-1311
- 11. Hojo Munenobu, r. 1311-1312
- 12. Hojo Hirotoki, r. 1312-1315
- 13. Hojo Mototoki, r. 1315
- 14. Hojo Takatoki, r. 1316-1326
- 15. Hojo Sadaaki, r. 1326
- 16. Hojo Moritoki, r. 1327-1333